# ヴォイチェフ・ウチャク
ヴォイチェフ・ウチャク（Wojciech Łuczak 、1989年7月28日 - ）は、ポーランド・ズゴジェレツ出身のプロサッカー選手。ストミール・オルシュティン所属。ポジションは、ミッドフィルダー。

## クラブ歴
2010年冬、ポーランドのクラコヴィアに2年半契約で加入した。しかし、2011年7月1日にクラコヴィアから放出された。
2011年7月、グルニク・ウェンチナと契約を結んだ。